# Monte lo Spicchio - Monte Columeo - Valle di S. Pietro
Monte lo Spicchio - Monte Columeo - Valle di S. Pietro este o arie protejată (arie specială de conservare — SAC, sit de importanță comunitară — SCI) din Italia întinsă pe o suprafață de 988 ha, integral pe uscat.

## Localizare
Centrul sitului Monte lo Spicchio - Monte Columeo - Valle di S. Pietro este situat la coordonatele 43°22′15″N 12°46′17″E / 43.370833°N 12.771389°E.

## Înființare
Situl Monte lo Spicchio - Monte Columeo - Valle di S. Pietro a fost declarat sit de importanță comunitară în iunie 1995 pentru a proteja 1 specie de plante și 22 de specii de animale. Situl a fost protejat și ca arie specială de conservare în aprilie 2016.

## Biodiversitate
Situată în ecoregiunea continentală, aria protejată conține 15 habitate naturale: Pajiști alpine și subalpine calcaroase, Peșteri inaccesibile publicului, Galerii de Salix alba și de Populus alba, Pante stâncoase calcaroase cu vegetație casmofită, Pseudostepă cu ierburi și specii anuale de Thero-Brachypodietea, Pajiști uscate seminaturale și facies de acoperire cu tufișuri pe substraturi calcaroase (Festuco-Brometalia) (* situri importante pentru orhidee), Păduri de stejar alb estice, Păduri ilirice de stejar și carpen (Erythronio-Carpinion), Păduri de fag din Apenini cu Taxus și Ilex, Liziere de ierburi înalte hidrofile de câmpie și de nivel montan până la alpin, Păduri de Quercus ilex și Quercus rotundifolia, Păduri pe pante, grohotișuri și ravene de Tilio-Acerion, Pajiști carstice calcaroase sau bazofile, de Alysso-Sedion albi, Formațiuni de Juniperus communis pe lande sau pajiști calcaroase, Tufișuri de Laurus nobilis.
La baza desemnării sitului se află mai multe specii protejate:
- plante (1): Himantoglossum adriaticum
- păsări (18): uliu păsărar (Accipiter nisus), fâsă-de-câmp (Anthus campestris), acvilă de munte (Aquila chrysaetos), șorecarul comun (Buteo buteo), caprimulg (Caprimulgus europaeus), ciocănitoare pestriță mare (Dendrocopos major), presură de grădină (Emberiza hortulana), Falco biarmicus, șoim călător (Falco peregrinus), sfrâncioc roșiatic (Lanius collurio), ciocârlie de pădure (Lullula arborea), pitulice de munte (Phylloscopus collybita), pițigoi sur (Poecile palustris), Pyrrhocorax pyrrhocorax, mugurarul (Pyrrhula pyrrhula), aușel cu cap galben (Regulus regulus), turturică (Streptopelia turtur), sturzul de vâsc (Turdus viscivorus)
- mamifere (1): lupul (Canis lupus)
- nevertebrate (2): croitorul mare al stejarului (Cerambyx cerdo), rădașcă (Lucanus cervus)
- reptile (1): șarpele cu patru dungi (Elaphe quatuorlineata)

Pe lângă speciile protejate, pe teritoriul sitului au mai fost identificate 7 specii de plante, 4 specii de păsări, 1 specie de reptile.